# Teratomaia
Teratomaia is een geslacht van kreeftachtigen uit de klasse van de Malacostraca (hogere kreeftachtigen).

## Soort
- Teratomaia richardsoni (Dell, 1960)